# 中华民国第一届国会议员选举

參議院議席分佈圖

眾議院議席分佈圖

中华民国第一届国会议员选举是1912年至1913年举行的中华民国第一届国会议员选举。結果由國民黨勝出選舉。

## 法律规定
1912年3月8日，南京临时参议院通过《中华民国临时约法》，并于3月11日公布实施。《中华民国临时约法》第五十三條规定：“本約法施行後限十個月內，由臨時大總統召集國會。其國會之組織及選舉法由參議院定之。”
1912年5月7日，北京临时参议院议决国会采用两院制。
1912年8月10日，北京临时参议院制定的《中華民國國會組織法》、《參議院議員選舉法》、《衆議院議員選舉法》、《筹备国会事务局官制》公布。此后又分别公布两院议员选举法施行细则。
参、众两院议员选举规则不同，借鉴西方国会的选举规则，取参议院代表各地方及界别政治势力、众议院代表人民之意。照此行事，则参议院应有许多资深政治家，众议院应来自民众。但实际上这种区分并未实现。后来选出的议员，主要包括政治活动家、自由职业者、原清朝官吏等。
- 参议员：由各省议会和蒙古选举会、西藏选举会、青海选举会、华侨选举会、中央学会选举产生。其名额为：22行省，由各省议会选出，每省10名；蒙古选举会、西藏选举会、青海选举会，分别选出27名、10名、3名；另由中央学会（拟成立的一个官办知识分子团体，直属教育部，但该会后来未能成立）选出8名；华侨选举会选出6名。按法定名额，则参议员共有274人。应于1913年2月10日投票选举。[1]

- 众议员：由各地方人民选举产生。名额依各地区人口多寡定之。每80万人口选众议员一人，然每省至少有众议员10人，人口不足800万的小省份亦照选。[1]唯蒙古、西藏、青海则参众议员人数相等。22个省中以直隶人口最多，有众议员46人。人口最少的省份如新疆、吉林、黑龙江，各选众议员10人。其他各省多寡不等。按法定名额，全国共有众议员596人。1912年12月10日以县为选举区初选，1913年1月10日以若干初选区合并为选举区复选。

故按法定名额，全国参、众两院合计共有议员841人。其中，参议员274人，众议员596人。
此次国会议员选举为有限制选举，其限制包括性别、财产及文化程度等方面。众议员的选举人必须为：一、男子；二、年满21岁；三、在选举区内住满2年以上。此外，还必须满足下列条件之一：一、年纳直接税2元以上；二、有值500元以上之不动产者；三、有小学以上毕业或相当之资格者。这种对选举人条件的规定，剥夺了妇女及穷人的选举权，而且拥有流动资产而无不动产的部分小商人也难以获得选举权。
参议员主要由地方议会议员选出，而地方议会议员的资格也有限制。1912年9月4日公布的《省议会议员选举法》第4条规定，当选省议会议员者必须为年满25岁以上的男子，第54条规定，省议员被选举人必须为列入“选举人名册”者，第3条规定：列入“选举人名册”者必须满足下列条件之一“在本选举区内住满2年以上；年纳直接税2元以上或有值500元以上之不动产；有小学毕业或相当之文化程度。”

## 国会选举舉行
1912年12月至1913年2月，经北京临时政府内务部主持，全国各地根据选举法选出参众两院国会议员。蒙古、西藏因政治情况较为特殊，选举会在北京举行。在大选中，各政党展开激烈竞选，发生了从政治攻讦到武力挟持等各式各样的选举伎俩，贿选更十分常见。

## 国会选举结果
选举结果，国民党依靠其掌握的地方政权的勢力，获得了两院议员的多数席位，在参众两院中均为第一大党。
由于当时政客跨党是普遍现象，故各政党在议会中的具体人数难以确切计算。
1913年4月6日，《时报》刊登了《各直省众议院议员表》，列出了22个省及蒙古、西藏、青海当选众议员人数及各党派或超然派（即无党派人士）的人数。《国民》第1、2 号发表了《众议院议员一览表》。《申报》、《民立报》等报纸亦均刊有相关统计数据。这些统计数据差距很大。各党派也分别宣布了各省当选众议员数，“国民党称获得众议员三百六七十人，共和党号称二百五十余人，统一党说得到一百几十席，民主党亦称获一百余席，以上合计八百余席”，该总数大大超过众议员共596席的总数。
学者李剑农在《戊戌以后三十年中国政治史》中对此进行研究，并列出数字。根据他的数字，各党派众议员总数及比例如下：在众议员总数的596席中，国民党269席，占45.1％；共和党120席，占20.1％；统一党18席，占3％；民主党16席，占2.6％；跨党者147席，占24.7％；无党派26，占4.3％。